# Piotr Sommer

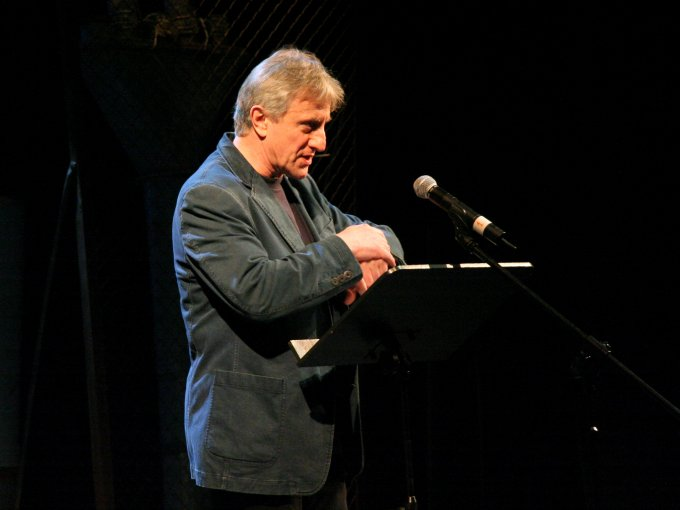
Piotr Sommer (2007)

Piotr Sommer (* 13. April 1948 in Wałbrzych) ist ein polnischer Lyriker, Literaturkritiker und Übersetzer.

## Leben
Sommer verbrachte seine frühe Kindheit mit seiner Mutter in Łódź und zog 1953 nach Otwock. Er besuchte dort das Gymnasium und legte 1965 das Abitur ab. Anschließend nahm er 1967 ein Studium der Anglistik an der Universität Warschau auf und erwarb 1973 den Magister. Während seines Studiums debütierte er mit den Gedichten Różewicz und Kawafis, die 1971 in der Monatsschrift Poezja publiziert wurden. Nach dem Studium arbeitete er zunächst als Englischlehrer in Otwock. In dieser Zeit begann er auch seine Übersetzertätigkeit und publizierte Übersetzungen von Brian Patten in der Monatsschrift Literatura na Świecie, für die er nach seinem Umzug nach Warschau ab 1976 arbeitete. Er übernahm dort 1980 die Redaktion für englischsprachige Literatur. Dank einer Einladung des Außenministeriums der Vereinigten Staaten und der Washington and Lee University in Lexington, Virginia, konnte er 1983 eine längere Zeit in den USA verbringen. Seit 1985 ist er Ehrenmitglied der englischen The Poetry Society. Er war von 1987 bis 1992 Redakteur bei der Monatsschrift Res Publica und später Res Publica Nowa. Daneben verbrachte er die Jahre 1987 bis 1989, 1992, 2000 und 2002 in den USA als Gastdozent für zeitgenössische Lyrik, Komparatistik und Kreatives Schreiben am Amherst College, an der Wesleyan University in Middletown, Connecticut, am Mount Holyoke College in South Hadley, an der University of Nebraska-Lincoln und an der University of Notre Dame. In diesen Jahren begann er, mit Michael Kasper polnische Lyrik ins Englische zu übersetzen. Er von 1990 bis 1991 Redakteur bei der Wochenzeitung Tygodnik Literacki und arbeitete zudem als Übersetzer und Feuilletonist beim Polskie Radio. Im Rahmen eines Stipendiums verbrachte er 1991 an der University of Warwick und 1993 an der University of Glasgow. Er leitete 1996 Seminare an der Jagiellonen-Universität und 1998 an der Arvon Foundation, wo er 2000 mit Michael Longley ein Seminar zu Kreativem Schreiben leitete. Von 2006 bis 2008 war er Jurymitglied des Literaturpreises Gdynia und 2015 des Griffin Poetry Prize.
Er wohnt in Sulejówek.

## Publikationen

### Lyrik
- W krześle, 1977
- Pamiątki po nas (1973–76), 1980
- Przed snem, 1981
- Kolejny świat (1976–79), 1983
- Czynnik liryczny (1980–82), 1986
- Czynnik liryczny i inne wiersze (1980–1986), 1988
- Things to translete and other poems, 1991
- Artykuły pochodzenia zagranicznego, 1996
- Nowe stosunki wyrazów (wiersze z lat siedemdziesiątych i osiemdziesiątych), 1997
- Piosenka pasterska, 1999
- Rano na ziemi. Wiersze z lat 1968–1998, 2009.
- Dni i noce, 2009
- Wiersze ze słów, 2009 (2., erw. Aufl. 2011)
- Fruwajka, 2015

### Essays
- Smak detalu i inne ogólniki, 1995
- Po stykach, 2005

## Übersetzungen
- Brian Patten: Słoń i kwiat. Prawie-bajki, 1982
- Antologia nowej poezji brytyjskiej, 1983, mit Jarosław Anders und Bohdan Zadura
- Brian Patten: Skacząca myszka, 1978
- Zapisy rozmów. Wywiady z poetami brytyjskimi, 1985
- Frank O’Hara: Twoja pojedynczość, 1987
- Charles Reznikoff: Graffiti. 67 wierszy z lat 1920–1975, 1991
- John Ashbery: No i wiesz, 1993, mit Andrzej Sosnowski und Bohdan Zadura
- Sześciu poetów północnoirlandzkich, 1993
- Christopher Logue: Dawno temu na pewnej małej planecie, 1997
- Ciaran Carson: Tak, tak, 1998
- Ciaran Carson: To pewnie Irlandczycy, 1998
- Seamus Heaney: Kolejowe dzieci, 1998
- Michael Longley: Lodziarz z Lisburn Road, 1998, mit Bohdan Zadura
- Michael Lonley: Od kwietnia do kwietnia, 1998
- Derek Mahon: Wszystko będzie dobrze, 1998
- Douglas Dunn: Wyprowadzka z Terry Street i inne wiersze, 1999
- Craig Raine: Wolny przekład, 1999, mit Jerzy Jarniewicz
- Dennis Joseph Enright : Raj w obrazkach, 2003
- O krok od nich. Przekłady z poetów amerykańskich, 2006

## Nominierungen und Auszeichnungen
- 1988: Kościelski-Preis für sein lyrisches Schaffen
- 2010: Finalist des Nike-Literaturpreises mit Dni i noce
- 2010: Breslauer Lyrikpreis Silesius für sein Gesamtwerk